# Botanical Society of America
A  Sociedade Botânica da América ( em inglês Botanical Society of America)  é uma sociedade científica dos  Estados Unidos da América destinada a promover o estudo científico dos vegetais.
Foi criada em  1906, a partir da fusão de três entidades: Clube botânico Associação Americana para o Avanço da Ciência (fundada em 1893), Sociedade para a Morfologia e Fisiologia da Planta (fundada em 1896)  e Sociedade Micológica Americana (fundada em 1903). 
Os primeiros membros eram cientistas dos Estados Unidos e do Canadá. Atualmente, os membros pertencem a mais de oitenta nacionalidades diferentes.
O primeiro Presidente da Sociedade foi  George Francis Atkinson (1854-1918) (até  1907), o Vice-presidente foi  Nathaniel Lord Britton (1859-1934) (até 1907), o tesoureiro foi  Charles Arthur Hollick (1857-1933) (até 1916) e o secretário  Duncan Starr Johnson (1867-1937) (até 1909).
Em fevereiro de  1914, o  Jardim Botânico do Brooklyn publicou o primeiro número do  "American Journal of Botany", diário oficial da Sociedade. Era dirigido por  Frederick Charles Newcombe (1858-1927), que foi substituído em  1917 por Charles Elmer Allen (1872-1954). Dezoito diretores da publicação se seguiram até agora, sendo o último deles  Karl Joseph Niklas (1948-).
Em 1955, a Sociedade iniciou a publicação do  "Plant Science Bulletin", revista interna dirigida por Harry Fuller desde 1958.